# 齿缘西藏白珠
齿缘西藏白珠（学名：Gaultheria wardii var. serrulata）是杜鹃花科白珠树属西藏白珠的变种。分布在中国大陆的西藏等地，生长于海拔850米至1,700米的地区，多生长在山坡路旁及常绿阔叶林中，目前尚未由人工引种栽培。